# Xã Shooks, Quận Beltrami, Minnesota
Xã Shooks (tiếng Anh: Shooks Township) là một xã thuộc quận Beltrami, tiểu bang Minnesota, Hoa Kỳ. Năm 2010, dân số của xã này là 189 người.